# 1702

## أحداث
- تأسيس مدينة ناغبور وتقع حاليا في الهند.

### ديسمبر
- 15 ديسمبر - أحداث السبعة وأربعون ساموراي التي كان سببها محاولة قتل كيرا يوشيناكا على يد رئيس عشيرة أكو أسانو ناغانوري في قلعة إيدو.

## مواليد
- إدوارد هولاند سياسي من الولايات المتحدة الأمريكية
- إليزابيث تيموثي صحفية من الولايات المتحدة الأمريكية
- الإمبراطور ناكاميكادو
- جاك شيبرد
- جوزيف بروسارد عسكري كندي
- صموئيل إنجل
- ليغال دو كورمور لاعب شطرنج فرنسي
- نوبل جونز سياسي أمريكي
- يوهان فولفغانغ باومغارتنر فنان ألماني

## وفيات
- مراد باي الثالث